# Chiesa di Sant'Antonio Abate (Magasa)
La chiesa di Sant'Antonio Abate è la parrocchiale di Magasa, in provincia di Brescia. Fa parte della zona pastorale dell'Alto Garda della diocesi di Brescia e risale al XVI secolo.

## Storia

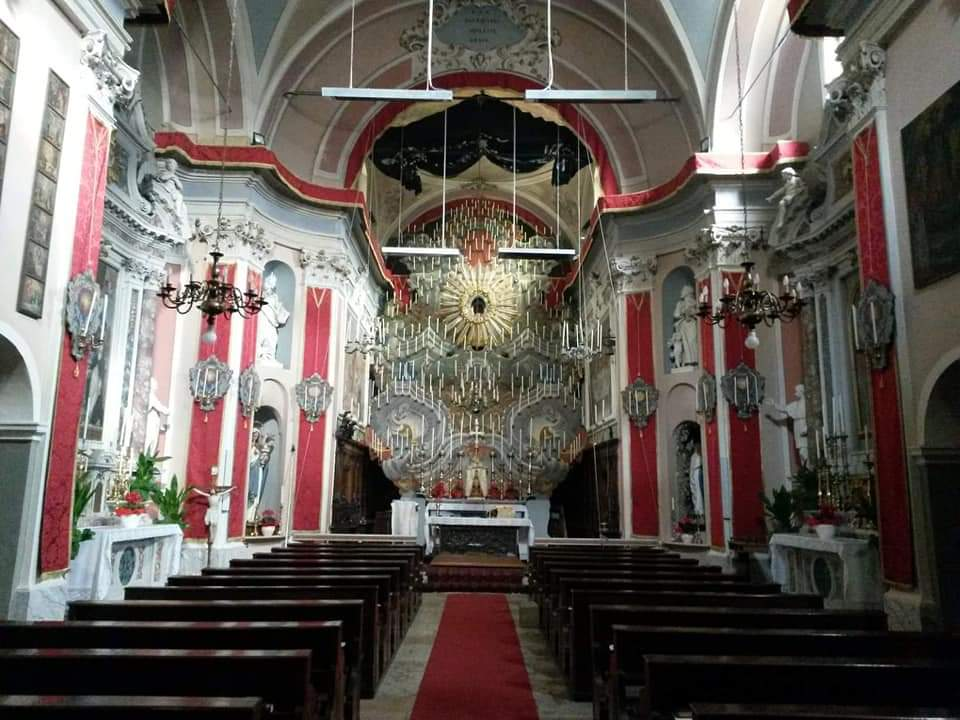
Interno della chiesa.

Il primitivo luogo di culto a Magasa venne edificato attorno al XVI secolo e fu dotato di un organo a canne attorno al XVII secolo.
Durante la prima metà del XVIII secolo il tempio venne riedificato completamente e, nel 1768, fu innalzata la torre campanaria.
In seguito la chiesa venne dotata di un nuovo organo, e lo strumento fu recuperato dalla chiesa di San Martino a Gargnano. Potrebbe essere attribuito, in alcune sue parti, alla nota ditta Antegnati e quindi sarebbe stato adattato e ricostruito per la chiesa di Sant'Antonio Abate da Giuseppe Bonatti.
Durante il XIX secolo fu oggetto di nuovi restauri.

## Triduo di Sant'Antonio
Particolare interesse riveste il Triduo, celebrato in onore del Santissimo Sacramento e in ricordo dei defunti subito dopo la festa patronale del 17 gennaio. Durante i tre giorni di preghiera sullo speciale apparato del triduo vengono accese centinaia di candele.

## Descrizione

### Esterni
La chiesa ha il corpo principale a strapiombo sulla valle e la torre campanaria si eleva sul lato opposto. Mostra una facciata a capanna semplice con due spioventi che viene suddivisa dalle lesene in tre settori verticali disposti su due ordini, sopra i quali è posto il frontone triangolare classico.

### Interni
Nell'interno è presente una sola navata, con pareti decorate. La zona presbiteriale è leggermente rialzata ed è arricchita da un coro in legno finemente intagliato. L'opera fu eseguita intorno al 1770 e l'intagliatore sembra valsabbino, Giovan Battista Boscaì da Vezzoli.